# 蒲生洋
蒲生洋（日语：／ Gamō Hiroshi，1962年8月17日—），日本漫畫家。男性。出生於東京都，成長於埼玉縣越谷市，現居住於越谷市。

## 來歷
1984年，蒲生洋以《根暗假面》入選赤塚獎佳作。
1985年7月，大學4年級的他以《臨機應變超人》在月刊《Fresh Jump》首次亮相。這是他畢生的作品。此後，他創作了許多以英雄為主角的搞笑漫畫。
1987年，他在《Fresh Jump》上連載。
1990年，他在《週刊少年Jump》18號發表了特別短篇《麻煩昆蟲記》。
1993年至1997年，他在《週刊少年Jump》上連載了《幸運超人》。這是他連載時間最長的系列作品（全188話，單行本全16冊），並被改編成動畫和遊戲，成為他名副其實的代表作品。在《幸運超人》連載前的兩年裡，他一直是一名上班族，為了生計，從未遲到或缺席。
1998年，他在《週刊少年Jump》上連載了《我是少年偵探阿丹♪♪》，2000年又在《週刊少年Jump》上連載了《你是傻瓜白痴！》，但這兩部作品都只是這短期連載，連載時間不到半年。
2003年，（全6頁）在集英社上發表。
2008年，他出版了繪本，該書是集英社《快樂興奮兒童繪本》系列的一部分。
2009年，《幸運超人》文庫本出版，並附有新插圖和後記。此外，還出版了兩冊《蒲生洋 總集》，其中包括短篇版本的《幸運超人》和《我是少年偵探阿丹♪♪》。
2010年，《蒲生洋 總集》第3冊曾於去年宣佈出版。封面採取開放讀者募集。然而，集英社漫畫文庫於2015年5月宣布，該書沒有發行計畫。

## 人物
其筆名取自越谷市的地名「蒲生」。他的家離越谷湖町很近。
他的真名並未公開，但他透露自己的暱稱是。他有兩個孩子。
他對1970至80年代的傑尼斯瞭如指掌，尤其常拿澀柿子隊的歌曲當作素材。
據說蒲生洋的畫作是《Jump》中最差的，但他回應說「好畫總是好的，但漫畫中最重要的是愛」。
《幸運超人》連載時，他意識到這部作品無法與其他熱門連載漫畫競爭，但他坦言，在這句話的激勵下，他刻苦創作，毫不偷工減料。
截至2009年，他唯一的正式活動是出版和發行文庫本《幸運超人》。當被問及他「如何維持生計」時，他委婉地表示，除了這些活動之外的任何事情都是「你最不該問的」。
雖然他多年來一直是個老煙槍，但最近一直在努力戒菸，從每天4包或更多減少到2包或更少。
當蒲生洋在《人志松本的○○事件》中看到雙人搞笑組合般若的金田哲介紹《幸運超人》時，他想「世界上肯定還有很多這樣的人」，並哭著說「我很高興我畫了它」。

## 作品列表

### 連載作品
- 臨機應變超人（日语：臨機応変マン）—首次刊登於《Fresh Jump（日语：フレッシュジャンプ）》3、5、6月的第2號。並於1987年在《Fresh Jump》增刊《暑期特別號》上連載。單行本全4冊
- —《Fresh Jump》1987年10月號—1988年12月號連載。單行本全2冊
- 幸運超人[9]—《週刊少年Jump》，單行本全16冊，文庫版全8冊
- 我是少年偵探阿丹♪♪（日语：僕は少年探偵ダン♪♪）—《週刊少年Jump》1998年43號—1999年11號連載。單行本全2冊
- 你是傻瓜白痴！（日语：バカバカしいの!）—最初刊登於《週刊少年Jump》2000年31號，並從同年49號開始連載。在Jump Festa上發行了兩種交換卡片。單行本全1冊，收錄於《總集》第1、2冊 ※名義。

### 短篇、一次性作品等
- 根暗假面—收錄於文庫版《臨機應變超人》第4冊
- 怪物來了！（全4話）—刊登於月刊《Fresh Jump（日语：フレッシュジャンプ）》1985年3、5、6月的第2號、1988年1月號—2月號。其中兩篇故事收錄於漫畫《臨機應變超人》第4冊，剩餘兩篇故事收錄於第2冊。
- 麻煩昆蟲記—收錄於文庫版《幸運超人》和《蒲生洋 總集》第1冊
- 21世紀超人—刊登於《週刊少年Jump》1998年4、5合併號。收錄於《蒲生洋 總集》第2冊
- —刊登於《週刊少年Jump》2000年5、6合併號。收錄於《蒲生洋 總集》第1冊
- —集英社Mook發行紀念頁面網路漫畫（FLASH網站））
- —作為附贈漫畫收錄在《蒲生洋 總集》第1、2冊

### 繪本
- （1—3冊）

## 相關項目
- 大場鶇—《死亡筆記本》和《爆漫王。》等漫畫的原作者。是位身份不明的所謂蒙面作家，關於其真實身份，有一種說法是大場鶇和蒲生宏是同一個人。大場鶇曾為蒲生洋的繪本撰寫推薦評論。東京電視台的綜藝節目《過度Cozy（日语：やりすぎコージー）》的藝人都市傳說也提到了他。
- 幕張—木多康昭創作的漫畫。蒲生洋在故事和雜誌末頁的評論中經常被嘲諷，但在最後一集，蒲生洋才揭曉自己才是主角。作為回報，蒲生洋在單行本《21世紀超人》中授予他「國民榮譽獎」。